# Spiazzi di Gromo
Spiazzi is een plaats (frazione) in de Italiaanse gemeente Gromo.